# Museu d'Antigua i Barbuda
El Museu d'Antigua i Barbuda (en anglès: Museum of Antigua and Barbados) és un museu ubicat a Saint John, Antigua i Barbuda. Està ubicat al Palau de Justícia colonial, construït el 1747 en el lloc de la ciutat on es trobava en primer lloc el mercat, i és l'edifici més antic encara en ús a la ciutat.
El museu mostra els artefactes Arawak i colonials recuperats en les excavacions arqueològiques a les illes. També compta amb una rèplica de mida natural d'una casa Arawak, models de les plantacions de sucre, juntament amb la història de l'illa.